# Psi2 Orionis
Título a ser usado para criar uma ligação interna é Psi2 Orionis.
Psi2 Oriontis (30 Oriontis) é uma estrela na direção da constelação de Orion. Possui uma ascensão reta de 05h 26m 50.23s e uma declinação de +03° 05′ 44.4″. Sua magnitude aparente é igual a 4.59. Considerando sua distância de 1417 anos-luz em relação à Terra, sua magnitude absoluta é igual a −3.60. Pertence à classe espectral B2IV. É uma estrela variável beta Cephei.